# Hanshagen
Hanshagen er en by og kommune i det nordøstlige Tyskland, beliggende i Amt Lubmin i den nordvestlige del af Landkreis Vorpommern-Greifswald. Landkreis Vorpommern-Greifswald ligger i delstaten Mecklenburg-Vorpommern.

## Geografi
Kommunen Hanshagen er beliggende omkring ti kilometer sydøst for Greifswald og ca. 25 kilometer nordvest for Anklam ved Bundesstraße B 109. Nabokommuner er Diedrichshagen, Groß Kiesow, Wrangelsburg, Neu Boltenhagen og Kemnitz.
Gennem byen løber Hanshäger Bach, der har givet navn til kommunen. Ved dén ligger Hanshagen Vandmølle, der har eksisteret siden 1524. Mellem 1634 og 1855 var den papirmølle under Universität Greifswald, derefter (og ind til 1952) kornmølle. Den fredede mølle blev fra 2010 restaureret og gjort til restaurant og hotel med museum i mølleanlæget. Efter endt restaurering i 2012, kunne den tages i brug igen.

## Eksterne kilder og henvisninger
- Wikimedia Commons har flere filer relateret til Hanshagen
- websted (Webside ikke længere tilgængelig)
- Befolkningsstatistik mm Arkiveret 10. november 2016 hos  Wayback Machine